# Mohamed Ghazi al-Jalali
Mohamed Ghazi al-Jalali (en árabe: محمد غازي الجلالي‎; Damasco, 22 de marzo de 1969) es un ingeniero civil y político sirio. Fue el último primer ministro de la República Árabe Siria bajo el control de la familia Ásad entre el 14 de septiembre y el 10 de diciembre de 2024.
Anteriormente ocupó el cargo de ministro de Comunicaciones y Tecnologías de la Información en el segundo gobierno de Wael Nader al-Halqi, del 27 de agosto de 2014 al 3 de julio de 2016.

## Primeros años y educación
Muhammad Ghazi Al-Jalali nació en Damasco en 1969. Está casado y es padre de tres hijos. En 1992, obtuvo la licenciatura en Ingeniería Civil, y en 1994 un Diploma de Postgrado en la misma disciplina por la Universidad de Damasco. Más tarde, en 1997, obtuvo una Maestría en Ciencias en Ingeniería Civil, y en 2000 se doctoró en Economía de la Ingeniería por la Universidad Ain Shams en El Cairo.

## Carrera
Mohammad Ghazi al-Jalali se desempeñó como asistente del ministro de Comunicaciones y Tecnología desde 2008 hasta su nombramiento como ministro el 10 de agosto de 2014. Durante ese período, también ocupó el cargo de presidente de la junta directiva de la Corporación General Postal, así como el de miembro de la junta directiva de la Corporación General de Transporte por carretera entre 2005 y 2013.
Fue miembro del Consejo de Educación Superior del Ministerio de Educación Superior desde 2008 hasta su nombramiento como ministro de Comunicaciones y Tecnología. Además, se desempeña como profesor asistente en la Universidad de Damasco.
Ocupó el cargo de ministro de Comunicaciones y Tecnología desde el 10 de agosto de 2014 hasta el 3 de julio de 2016, en el segundo gobierno de Wael al-Halqi. Posteriorrmente, ocupó el cargo de presidente del Consejo de Administración de Arab Quality Makers desde abril de 2019 y presidente de la Universidad Privada Siria desde el 11 de septiembre de 2023 hasta su nombramiento como primer ministro.
El 14 de septiembre de 2024, el presidente Bashar al-Ásad lo nombró como primer ministro como parte de la nueva formación de gobierno en Siria. Tras la caída del régimen de al-Ásad el 8 de diciembre de ese año, el principal grupo insurgente le encomendó el traspaso de poderes, por lo que se mantuvo en funciones dos días más para garantizar entretanto la permanencia de las instituciones del Estado sirio, hasta la instauración de un gobierno provisional liderado por Mohamed al-Bashir.